# Mariä Himmelfahrt (Wiesent)

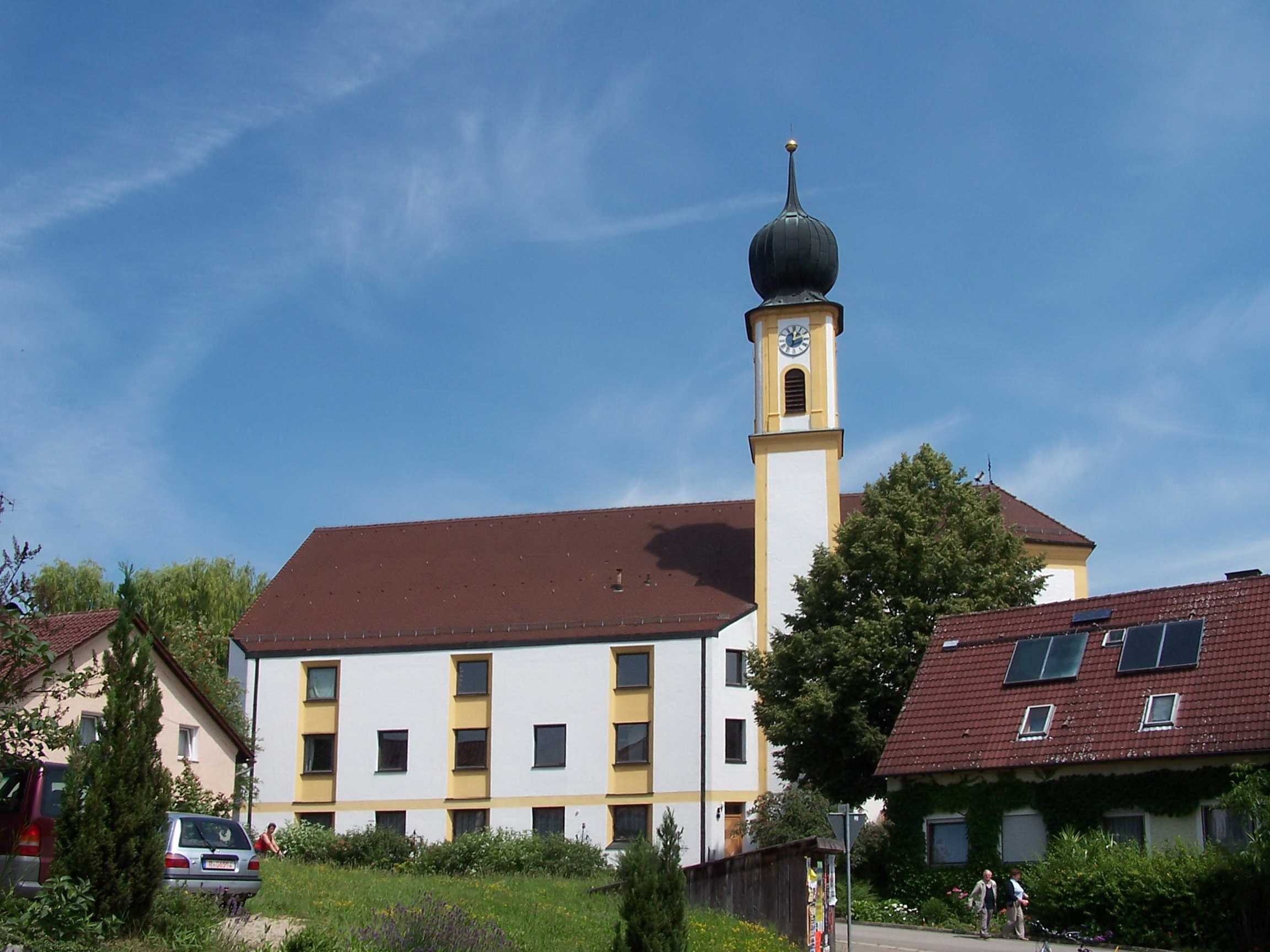
Mariä Himmelfahrt (Wiesent)

Die römisch-katholische, denkmalgeschützte Pfarrkirche Mariä Himmelfahrt steht in Wiesent, einer Gemeinde im Landkreis Regensburg in der Oberpfalz. Die Kirche gehört zum Bistum Regensburg. Das Bauwerk ist unter der Denkmalnummer D-3-75-209-3 als Baudenkmal in die Bayerische Denkmalliste eingetragen.

## Beschreibung
Das Langhaus der Saalkirche wurde 1971–73 neu gebaut. Der Dachfirst orientiert sich am alten Langhaus. Nach Norden wurde ein Gemeindezentrum integriert. Der 1707/08 errichtete, dreiseitig geschlossene Chor im Osten und der 1818 erneuerte Chorflankenturm an seiner Südwand wurden beibehalten. Das  oberste Geschoss des Chorflankenturms ist mit Pilastern verziert und beherbergt die Turmuhr und den Glockenstuhl. Der Turm ist mit einer Zwiebelhaube bedeckt.
Zur Kirchenausstattung gehört ein 1707 gebauter Hochaltar, auf dessen Altarretabel die Himmelfahrt Marias dargestellt ist.